# تاکافومی میکورییا
تاکافومی میکورییا (انگلیسی: Takafumi Mikuriya؛ زادهٔ ۱۱ مهٔ ۱۹۸۴) بازیکن فوتبال اهل ژاپن است.